# 2005년 토론토 국제 영화제
제30회 토론토 국제 영화제는 2005년 9월 8일에 열린 시상식이다.

## 수상 및 후보

### 관객상
- 초치 - 게이빈 후드 수상

### City TV상
- 가족(영어판) - 루이즈 아샹보 수상
- The Life and Hard Times of Guy Terrifico - Michael Mabbott 수상

### 토론토시티상
- 크.레.이.지 - 장 마크 발레 수상

### 디스커버리상
- 룩 보스 웨이즈 - 사라 와트 수상

### FIPRESCI-상
- 사과 - 강이관 수상